# Potentilla leucophylla
Potentilla leucophylla är en rosväxtart som beskrevs av F. Sauter. Potentilla leucophylla ingår i Fingerörtssläktet som ingår i familjen rosväxter. Inga underarter finns listade i Catalogue of Life.